# Tim Hecker (Musiker)

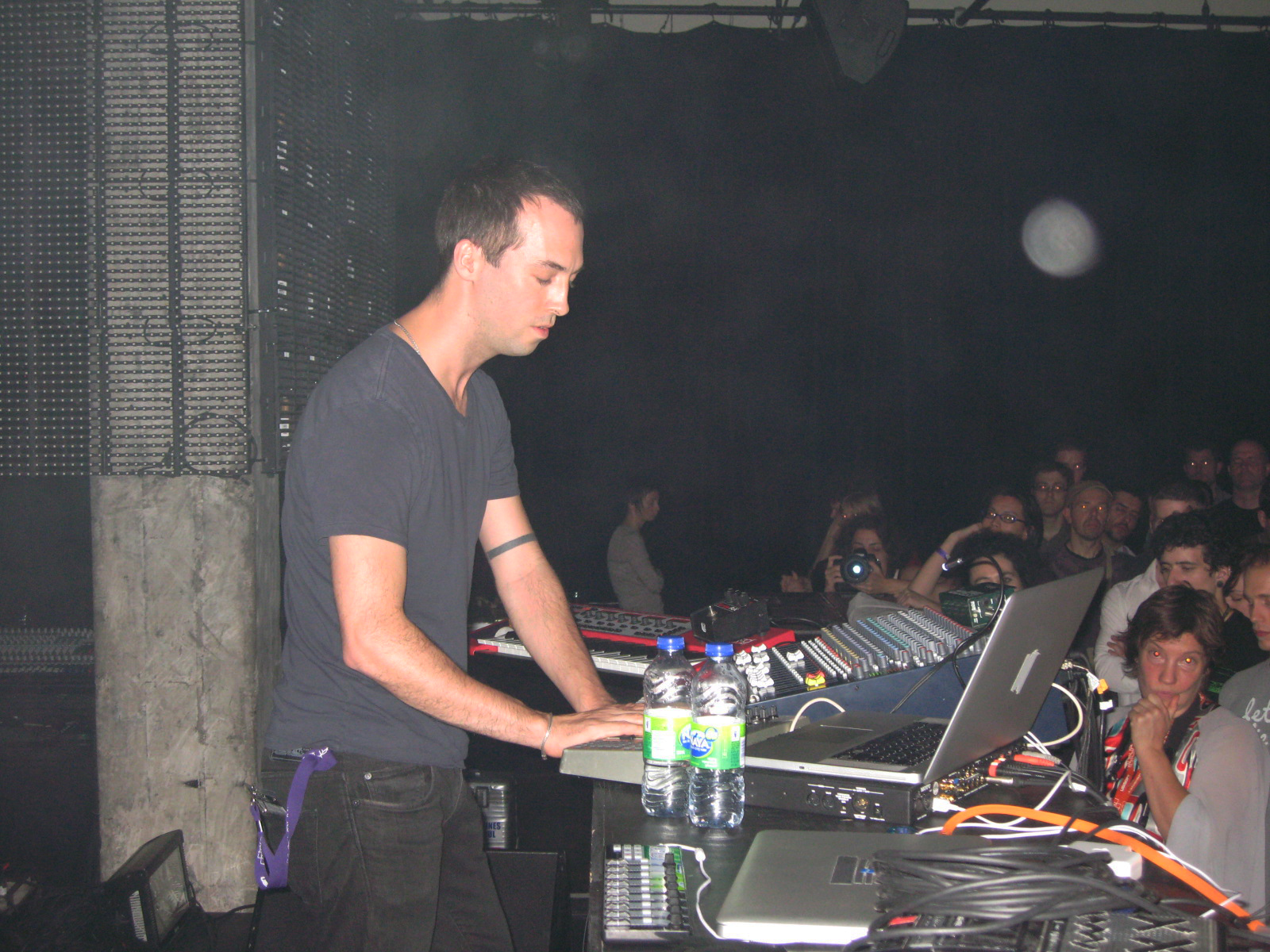
Tim Hecker (2010)

Timothy D. „Tim“ Hecker (* 1974 in Vancouver) ist ein kanadischer Ambient-Musiker. Zu Beginn seiner Karriere trat er auch unter dem Pseudonym Jetone auf.

## Leben
Tim Hecker wurde 1974 als Sohn zweier Kunstlehrer geboren und wuchs in einem Vorort von Vancouver auf. Noch während der Schulzeit spielte er in verschiedenen Rockbands, bevor er sich beeinflusst von Aphex Twins Album Selected Ambient Works 85–92 der elektronischen Musik zuwandte. Er erwarb seinen ersten Sampler und produzierte ab dem Jahr 1996 als Jetone eigene Electronica-Stücke. Für sein Studium an der Concordia University zog er 1998 nach Montreal.
Er experimentierte mit Glitch-Techno und trat auch als DJ auf Partys auf. Ab dem Jahr 2000 veröffentlichte er zwei Alben unter dem Namen Jetone, das zweite davon auf dem Frankfurter Label Force Inc. Music Works. Während der Aufnahmen entstanden zunehmend Ambient-Stücke, die ihm „ehrlicher“ vorkamen und besser gefielen als frühere Arbeiten. 2001 veröffentlichte er das Material auf dem Album Haunt Me, Haunt Me Do It Again unter seinem bürgerlichen Namen. Parallel beendete er seine DJ-Tätigkeit.
2002 veröffentlichte er die EP My Love Is Rotten to the Core, die auf Samples von Liedern und Interviews der Band Van Halen basierten, die Hecker mit seinen Ambient-Klängen kombinierte. Danach folgten die Alben Radio Amor und Mirages. 2006 gab er seine Tätigkeit als politischer Berater für die kanadische Regierung auf und konzentrierte sich fortan ganz auf seine künstlerische Tätigkeit. Parallel setzte er sein Studium an der McGill University fort, wo er 2014 seine Abschlussarbeit „The era of megaphonics: on the productivity of loud sound, 1880–1930“ vorlegte. Zur gleichen Zeit wechselte er mit der Veröffentlichung des Albums Harmony In Ultraviolet zum Chicagoer Label Kranky.
2011 erschien das Album Ravedeath, 1972, das Hecker überwiegend auf einer alten Orgel in der Fríkirkja im isländischen Reykjavík eingespielt und dann gemeinsam mit dem Produzenten Ben Frost im Studio digital nachbearbeitet hatte. Es erhielt herausragende Kritiken und galt als Heckers bis dato beste Arbeit.
Gemeinsam mit Daniel Lopatin nahm Hecker 2012 das Improvisations-Album Instrumental Tourist auf. 2013 erschien das Album Virgins auf Kranky. Das 2016 auf 4AD veröffentlichte Album Love Streams war von Chorpartituren aus dem 15. Jahrhundert, insbesondere des Komponisten Josquin Desprez, beeinflusst. Die Aufnahmen für das Album fanden 2014 und 2015 in den Greenhouse Studios in Reykjavík statt, wo Hecker erneut mit den Musikern Kara-Lis Coverdale und Grímur Helgason zusammenarbeitete. Unterstützt wurde er auch durch ein isländisches Chorensemble, dessen Vokal-Arrangements von Jóhann Jóhannsson geschrieben wurden. Auch Love Streams erhielt überwiegend sehr gute Kritiken und konnte sich in den britischen und belgisch-flämischen Alben-Charts positionieren. Es fand sich auf mehreren Jahresbesten-Listen wieder.
Nach einer Japan-Reise, bei der Hecker mit dem Gagaku-Ensemble Gakuso auftrat, veröffentlichte er das davon inspirierte Album Konoyo. Auch das 2019 veröffentlichte „Schwester“-Album Anoyo entsprang dieser Schaffensperiode.
Live tourte Hecker mit Künstlern wie der kanadischen Postrock-Band Godspeed You! Black Emperor oder der isländischen Gruppe Sigur Rós. Daneben produzierte Hecker auch für Sound-Installationen und Performance-Auftritte und komponierte seit dem Jahr 2008 auch diverse Soundtracks für Dokumentar-, Kino- und Fernsehfilme.

## Diskografie (Auswahl)
Alben
- 2000: Jetone – Autumnmonia (Pitchcadet)
- 2001: Jetone – Ultramarin (Force Inc. Music Works)
- 2001: Tim Hecker – Haunt Me, Haunt Me Do It Again (Substractif)
- 2003: Tim Hecker – Radio Amor (Mille Plateaux)
- 2004: Tim Hecker – Mirages (Alien8 Recordings)
- 2004: Tim Hecker – Mort Aux Vaches (Mort Aux Vaches)
- 2006: Tim Hecker – Harmony In Ultraviolet (Kranky)
- 2008: Aidan Baker and Tim Hecker – Fantasma Parastasie (Alien8 Recordings)
- 2009: Tim Hecker – An Imaginary Country (Kranky)
- 2011: Tim Hecker – Ravedeath, 1972 (Kranky)
- 2012: Tim Hecker, Daniel Lopatin – Instrumental Tourist (Software)
- 2013: Tim Hecker – Virgins (Kranky)
- 2016: Tim Hecker – Love Streams (4AD)
- 2018: Tim Hecker – Konoyo (Kranky, Sunblind Music)
- 2019: Tim Hecker – Anoyo (Kranky, Sunblind Music)
- 2023: Tim Hecker – No Highs (Kranky)

## Filmografie (Auswahl)
Filmkomponist
- 2008: Hommes à louer (Dokumentarfilm)
- 2011: Kivalina vs. Exxon (Dokumentarfilm)
- 2013: La nuit de Fantômas (Fernsehfilm)
- 2013: Massacred for Gold (Dokumentarfilm)
- 2014: Hepburn (Kurzfilm)
- 2015: The Incident
- 2016: The Free World
- 2016: All Is Ablaze (Dokumentarfilm)
- 2019: La Fin des terres (Dokumentarfilm)
- 2019: Circus Movements (Kurzfilm)
- 2021: Luzifer
- 2021: The North Water (Fernsehserie, 5 Episoden)
- 2021: Pan (Kurzfilm)
- 2022: La tour
- 2023: Infinity Pool